# التهاب الوتر الرضفي
التهاب الوتر الرضفي، يعرف أيضا باسم -بركبة القافز- هي إصابة ناتجة عن الاستخدام المفرط للوتر الذي يعمل على بسط الركبة, تشمل الأعراض ألماً في مقدمة الركبة، وعادة ما يكون الألم والتحسس من اللمس في الجزء السفلي من الرضفة على الرغم من أن الجزء العلوي قد يتأثر أيضا، عموماً لا يوجد ألم إذا كان المصاب في حالة عدم الحركة. وقد تشمل المضاعفات تمزق الوتر الرضفي.
ومن عوامل خطر الإصابة زيادة الوزن، والمشاركة في ألعاب القوى، ويعد أكثر شيوعاً بين الرياضيين المشاركين في رياضات القفز مثل كرة السلة وكرة الطائرة. وتتضمن الآلية الأساسية تمزقات صغيرة في الوتر الرابط بين الرضفة وعظمة الظنبوب (عظمة الساق) يعتمد التشخيص بشكل عام على الأعراض والفحص السريري. ومن الحالات الأخرى المشابهة لالتهاب الوتر الرضفي الالتهاب الكيسي تحت الرضفة وتلين الغضروف الرضفي ومتلازمة الألم الفخذي الرضفي.
غالباً ما تتضمن عملية العلاج إراحة للركبة والعلاج الطبيعي, ومع ذلك فإن الأدلة على هذه العلاجات بما في ذلك الراحة ضعيفة, ومن الممكن أن يستغرق التعافي عاماً- ويعد شائعاً نسبياً - حيث إن حوالي 14% من الرياضيين مصاب به حالياً, وتكون الإصابة عند الذكور أكثر منها عند الإناث. وقد ظهر مصطلح ركبة القافز في عام 1973.

## العلامات والأعراض
غالباً ما يعبر الأشخاص عن الألآم في مقدمة الركبة بأنه ألم متواصل، ويكون ظهور الأعراض بشكل خفي وتدريجي ونادراً ما يوصف بأنه إصابة منفصلة.
عادة ما تكون الإصابة أسفل الركبة وقد تكون أعلى الرضفة أيضا، يمكن تصنيف ركبة القافز إلى أربعة مراحل، على النحو التالي:
المرحلة الأولى: الألم بعد النشاط الجسدي، دون ضعف في الأداء الوظيفي.
المرحلة الثانية: الألم أثناء وبعد النشاط الجسدي، على الرغم من أن الشخص لا يزال قادراً على أداء رياضته بشكل مرضي.
المرحلة الثالثة: الألم الممتد أثناء وبعد النشاط الجسدي، مع صعوبة متزايدة في الأداء بمستوى مرضي.
المرحلة الرابعة: تمزق الوتر الكامل الذي يتطلب علاجاً جراحياً.
يبدأ على شكل التهاب في الوتر الرضفي في منطقة اتصاله بالرضفة وقد يتطور عن طريق تمزق الوتر وتحلله. يحضر الاشخاص بألم متواصل على الوتر الرضفي. اغلب الاشخاص تتراوح اعمارهم بين 10 و 16سنه, وقد يكشف التصوير بالرنين المغناطيسي عن وذمه ( زيادة في كثافة إشارة T2 ) في الجزء الادنى من الوتر الرضفي .

## الأسباب
هي إصابة نتيجة للإفراط في تكرار إجهاد الآلية الباسطة للركبة، تفوق التمزقات الصغيرة قدرة آلية التشافي في الجسم إلا إذا توقف النشاط الجسدي. ومن بين عوامل خطر الإصابة بالتهاب الوتر الرضفي ضعف العطف الظهري للكاحل، وضعف العضلات الألوية، والعضلات المشدودة. خصوصاً عضلات الساق والعضلة الرباعية وأوتار الركبة. وقد يرتبط بتصلب حركة الكاحل والتواء الكاحل.

## التشخيص
يعتمد التشخيص عموماً على الأعراض والفحص البدني. وقد يساعد التصوير بالموجات فوق الصوتية والرنين المغناطيسي على توضيح مدى شدة الإصابة.

## العلاج
الأدلة على العلاج ضعيفة، الراحة والثلج والضغط والرفع يمكن تجربتها في المراحل المبكرة، تدعم الأدلة الأولية التمارين التي تتضمن الانقباض التطويلي للعضلة الرباعية على سطح منحدر, وقد يوصى بتمارين محددة وتمارين تمدد لإطالة العضلات والأوتار. وقد يؤدي أيضا استخدام حزام لركبة القافز وحشوات للأحذية إلى التقليل من هذه المشاكل. ويوصى عموماً باستخدام حقن الستيرويد القشري ومضادات الالتهاب الاستيرويدية.

### الإجراءات
تمت تجربة كلاً من الوخز الجاف بالإبر، وحقن التصلب، وحقن البلازما الغنية بالصفائح الدموية، والعلاج بالموجات التصادمية من خارج الجسم، والعلاج الحراري.

### الجراحة
قد يتم التدخل الجراحي عند فشل الإجراءات الأخرى, وقد يشمل إزالة للانحلال المخاطي للوتر، وهو مخصص للأشخاص الذين يعانون من ألام شديدة لمدة تتراوح من 6-12 شهر على الرغم من قيامهم بالتدابير الوقائية. تستهدف طرق العلاج الجديدة النمو غير الطبيعي للأوعية الدموية والذي يحدث في حالة لا تزال قيد البحث حالياً. عمليات الركبة في معظم الحالات ليس لها تأثيرات أفضل من برامج التمرين.

## علم الأوبئة
التهاب اوتار الرضفة -شائعاً نسبياً- حيث ان ما يقدر بـ 14% من الرياضيين مصاب به حالياً, والذكور عادة أكثر إصابة به من الإناث.